# Mark 84
Mark 84 (Mk84 або BLU-117) — 2000-фунтова (907 кг) некерована авіабомба звичайного (стандартного) спорядження з низьким аеродинамічним опором. Mk84 є частиною серії «Mark 80» Сполучених Штатів, а також є найбільшою та найважчою бомбою цієї серії. Вибухова речовина зазвичай складається з трітоналу, хоча іноді використовуються й інші речовини. Корпус виготовляється зі сталі. Він заповнений 429 кг вибухівки. Mk 84 є боєголовкою для бомб із лазерним наведенням GBU-24, GBU-31, GBU-56 та для ракети AGM-130.
Бомба здатна пробити до 38 см металу або 3,4 м бетону, залежно від висоти скидання, і створює смертельну зону ураження осколками в радіусі 120 м.

## Опис
Mark 84 має номінальну вагу 2000 фунтів (907 кг), але її фактична маса змінюється залежно від типу оперення, варіантів детонатора та конфігурації гальмування — від 1972 до 2083 фунтів (894—945 кг). Бомба являє собою аеродинамічний сталевий корпус, заповнений 945 фунтами (429 кг) вибухової речовини трітонал.
Mark 84 може утворювати кратер шириною 15 м і глибиною 11 м. Бомба здатна пробити до 38 см металу або 3,4 м бетону, залежно від висоти скидання, і створює смертельну зону ураження осколками в радіусі 120 м.
Бомби загального призначення серії «Mark 80» із низьким опором (LDGP; англ. Low Drag General Purpose) використовуються в більшості операцій бомбардування, де потрібна максимальна вибухова потужність і вибуховий ефект. Бомби LDGP розроблені таким чином, щоб мати аеродинамічну обтічність. Їх корпуси відносно легкі, і приблизно 45 відсотків їх повної ваги є вибуховою речовиною. Бомби загального призначення можуть використовувати як носовий, так і хвостовий детонатори, а також хвостове оперення конічної або загальмованої форми. Звичайними запобіжниками є механічний M904 (ніс) і M905 (хвіст). Більшість із понад 12 000 Mk84, витрачених під час Бурі в пустелі, були скинуті F-15E, F-16 та F-111F ПС США; менше 1000 із загальної кількості було скинуто тактичною авіацією Корпусу морської піхоти.

## Mk84 AIR
Це бомба вагою 2000 фунтів, модифікована хвостовим оперенням BSU-50/B з високим лобовим опором. «Балютна» повітряна подушка, яка розгортається з хвоста, забезпечує високу швидкість і можливість доставки на низьку висоту, швидко сповільнюючи бомбу та дозволяючи літаку уникнути вибуху. Хвостове оперення складається з балюта з низьким опором, що містить балют (комбінований аеростат і парашут), і вузла випускного шнура, який відкриває каністру, вивільняючи балют. Балют виготовлений з високоміцної нейлонової тканини з низькою пористістю. Коли бомба випускається з літака, ремінь відмикає задню кришку, яка відкривається, звільняючи частину нейлонового мішка/сповільнювача. Турбулентність повітря в задній частині бомби діє на цю частину сповільнювача, витягуючи залишок з корпусу. Повітряне нагнітання здійснюється через чотири повітрозабірні отвори до заднього кінця балюта. Зброя може бути доставлена в режимі низького опору (каністра залишається закритою після випуску) або в режимі високого опору. Пілот може вибрати конфігурацію з високим або низьким опором опору залежно від вимог місії.

## Mk84 IM
Оригінальна технологія нечутливих боєприпасів (IM; англ. insensitive munitions) Mk84 була розпочата у відповідь на відхилення Офісом міністра оборони (OSD; англ. Office of Secretary of Defense) закупівлі бомб Mk84 FY00/01. Щоб відповідати вимогам Міністерства оборони щодо відповідності зброї критеріям IM, OSD дозволив продовжити закупівлю FY00/01, якщо ПС розроблять і фінансуватимуть програму забезпечення майбутніх бомб загального призначення (GP; англ. General Purpose), які відповідатимуть критеріям IM. План був затверджений і профінансований Секретаріатом ПС у 2001 фінансовому році. Виконання програми – це зусилля AAC/WMG та AFRL/MN. План зосереджувався на єдиному боєприпасі GP, який планувалося закупити (Mk84) і базувався на єдиній вибуховій технології, AFX-645, розробленій у 1990-х роках для Mk82 (500 фунтова бомба). Це давало обіцянку відповідати вимогам IM при збереженні поточної летальності зброї. У зв’язку з дефіцитом тротилу в Міністерстві оборони США та можливими вимогами до Mk82, програму IM було реорганізовано для вивчення інших вибухових технологій (не тротилу) та можливих модифікацій корпусу бомби. У лютому 2002 року AFRL/MNME запропонували Секретаріату реструктуризовану програму, і вона була схвалена. 
Відтоді реалізуються дві паралельні ініціативи для відповідності стандарту MIL-STD-2105B щодо нечутливих боєприпасів:
- новий нечутливий вибуховий заряд, що розробляється AFRL/MNME,
- модифікації корпусу бомби Mk84, які контролює AAC/WMG.

Разом вони забезпечать комплексне рішення для відповідності IM-вимогам.
Ключові параметри та вимоги продуктивності програми Mk84 IM:
- Рівні або кращі експлуатаційні характеристики, ніж поточна бомба Мk84, начинена трітоналом.
- Реакція на IM не гірша, ніж у BLU-117 ВМС США (Mk84 із зарядом PBXN-109).
- Збереження форми, сумісності та функціональності з поточними детонаторами, пакетами наведення та хвостовими наборами Mk84.
- Збереження поточних масових характеристик Mk84, щоб мінімізувати необхідність повторної сертифікації польотів[4].

## Бойове застосування
Бомби Mark 84 використовувалися збройними силами США під час війни у В'єтнамі, Війни в Перській затоці, війни в Іраку, війни в Афганістані, а також під час бомбардувань Югославії в 1999 році.
За даними судово-медичного розслідування Human Rights Watch, бомби Mk84 також використовувалися під час військової інтервенції коаліції на чолі з Саудівською Аравією в громадянській війні в Ємені.
Ізраїль застосовував їх у війні в Секторі Газа 2014 року та в подальших бойових діях у Газі.
У 2023 і 2024 роках США передали Ізраїлю понад 14 000 бомб Mark 84. Вони широко застосовувалися під час війни в Секторі Газа. Принаймні одна з бомб була використана під час атаки в аль-Мавасі 13 липня 2024 року, внаслідок якої були вбиті командири ХАМАСу Мохаммед Дейф, Рафа Салама та понад 90 цивільних осіб.
Бомби Mk84 також були переобладнані та використані ХАМАСом та іншими угрупованнями з Об'єднаного оперативного штабу Палестини як саморобні вибухові пристрої (СВП).
За словами сенатора США Марка Келлі, Ізраїль застосував бомбу цього типу для ліквідації лідера «Хезболли» Хасана Насралли в Лівані 27 вересня 2024 року.

## Оператори
- Ізраїль
- Румунія[15]
- Саудівська Аравія
- Туреччина
- США

## Галерея

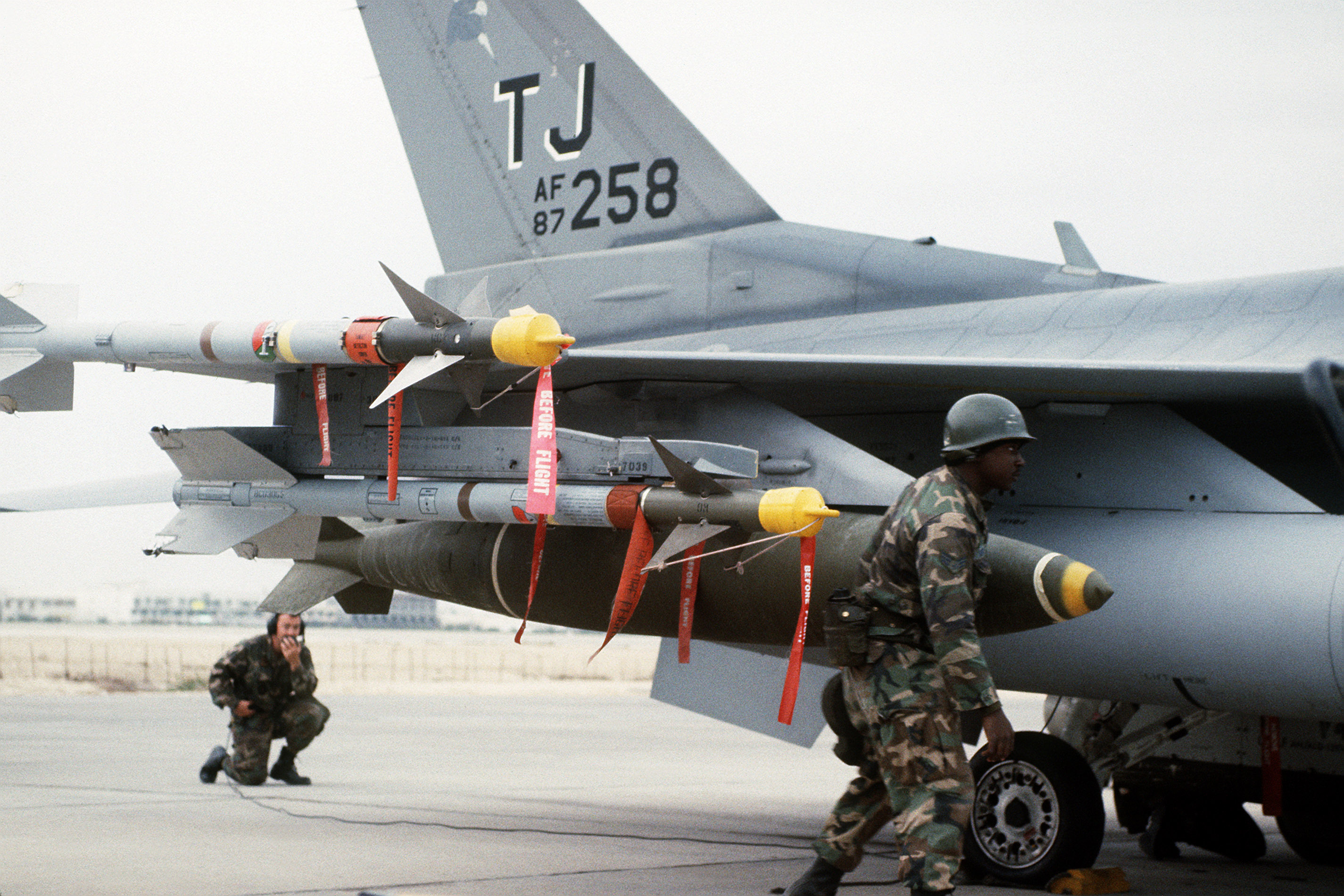
Mark 84 підвішений на пілон винищувача F-16C ПС США
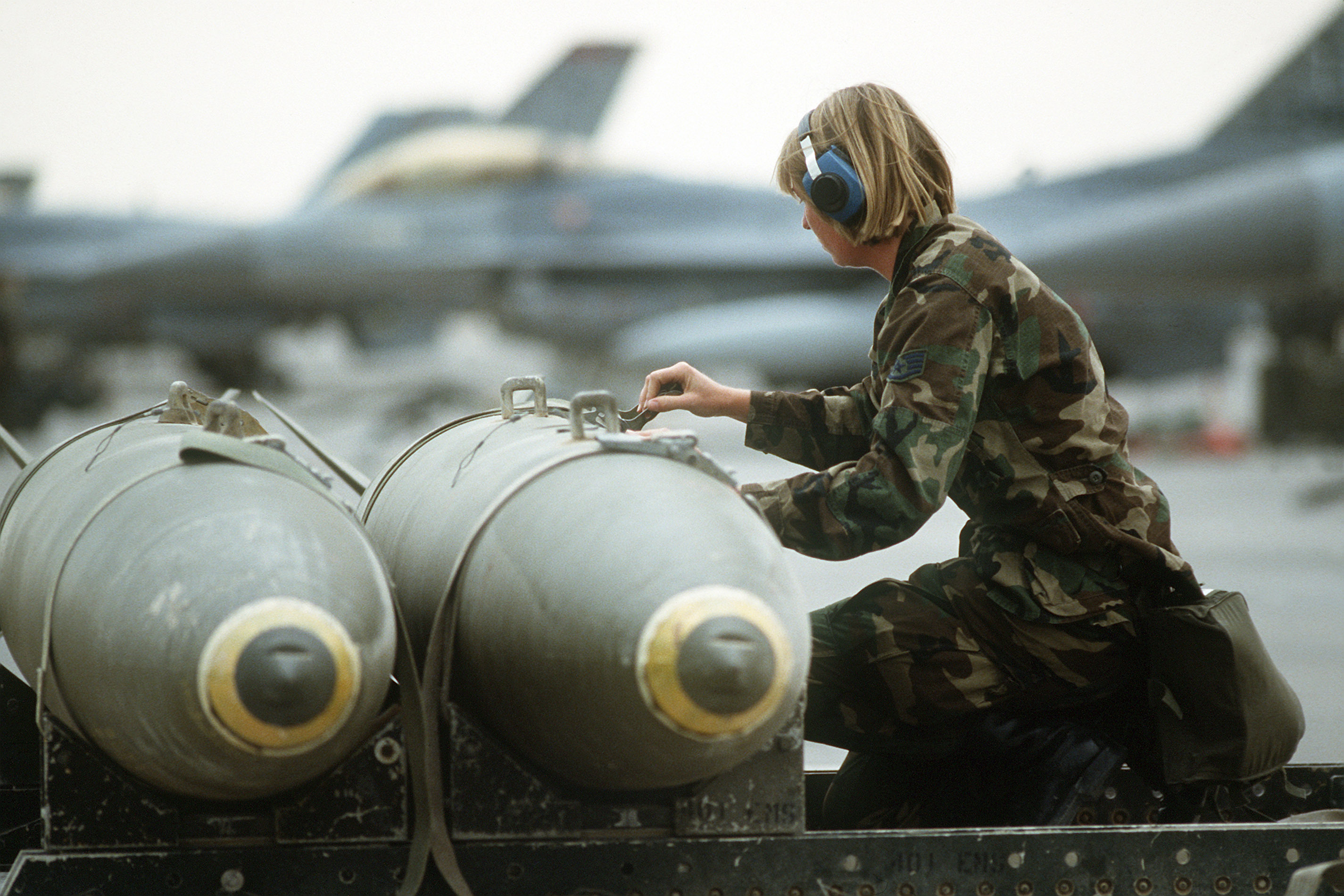
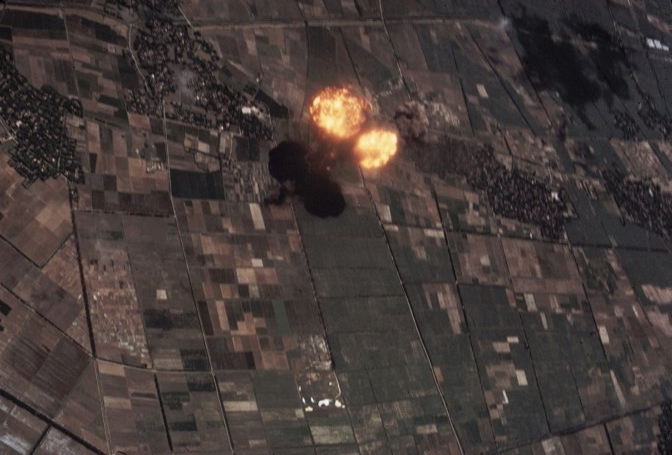
Вибух Mk84. Північний В'єтнам, 1972 рік
Вибух Mk84 в Секторі Гази, 2024 рік